# Joseph Lipp (Künstler)
Joseph Lipp, meist Josef Lipp geschrieben (* 25. Juni 1900 in Weißensee-Bachthal; † 6. Mai 1983 in Weißensee), war ein deutscher Altbauer, Kunstmaler, Buchillustrator und Graphiker.

## Leben
Lipp lebte und arbeitete zeitlebens auf dem elterlichen „Nazehof“ in Weißensee, das 1978 nach Füssen eingemeindet wurde. Nach dem Tod der Eltern übernahm er den Hof, auf dem er zusammen mit seiner Schwester wohnte. Aus wirtschaftlichen Gründen konnte er keine Schule besuchen. Er begann in seinem achtzehnten Lebensjahr in seiner Freizeit mit Holzschnitten und erlernte diese Kunst autodidaktisch. Neben der Ölmalerei nutzte er auch die Technik des Kupferstiches. Das zentrale Motiv seiner künstlerischen Werke war die Allgäuer Landschaft.
Im Historischen AlpenArchiv der Alpenvereine in Deutschland, Österreich und Südtirol sind zu seiner Person über 100 Werke verzeichnet. Werke von ihm waren bei der Ausstellung im Mai 1937 des Reichsnährstands (RNST) auf der Theresienwiese in München zu sehen. In den 1930er Jahren dienten einige seiner Holzschnitte der Illustration von Artikeln in der Kunst- und Literaturzeitschrift Jugend.